# Munna bituberculata
Munna bituberculata är en kräftdjursart som beskrevs av Nordenstam 1933. Munna bituberculata ingår i släktet Munna och familjen Munnidae. Inga underarter finns listade i Catalogue of Life.